# Porta Nomentana
Porta Nomentana (ora murata) è una delle porte di Roma che si aprivano nelle Mura Aureliane. È situata lungo l'attuale viale del Policlinico, ormai ridotta a semplice muro di recinzione per l'Ambasciata britannica, a circa 100 metri a sud-est di Porta Pia, che poco dopo la metà del XVI secolo ne prese il posto ed il ruolo per l'accesso alla via Nomentana. In tal modo anticipò di una decina d'anni la medesima sorte toccata alla Porta Asinaria, chiusa per lasciare il posto alla vicina nuova Porta San Giovanni.

## Storia
Essa risale all'originaria cinta muraria realizzata tra il 270 e il 273 dall'imperatore Aureliano, e nel 403 venne poi restaurata, insieme alla vicina porta Salaria, da Onorio, che chiuse anche le due posterule che si trovavano poco distanti, in direzione del Castro Pretorio.
Dell'antico ingresso ad una sola arcata, murata nel 1564 per volontà di papa Pio IV (come ci informa la targa tuttora visibile sopra i resti della porta) in contemporanea con l'apertura della nuova porta Pia, sono ancora visibili gli stipiti e l'arco in laterizio (sormontato dallo stemma papale) e la torre semicircolare di destra, con basamento quadrato, mentre quella di sinistra venne demolita nel 1827 per recuperare un sepolcro della prima metà del I secolo d.C. inglobato nella torre stessa. Lo scarso sviluppo edilizio dell'intera area l'aveva infatti resa idonea per essere utilizzata come zona cimiteriale. Nel corso del restauro onoriano la torre venne rivestita utilizzando il marmo del sepolcro, che sembra appartenesse ad un certo Quinto Aterio, famoso oratore della corte di Tiberio, non particolarmente simpatico a Tacito che lo definisce “un vecchio dalla turpissima adulazione” (senex foedissimae adulationis).
Già all'epoca del restauro di Onorio non sembra fosse più ritenuta di particolare importanza, considerato anche l'aspetto estremamente semplice e quasi dimesso e le dimensioni molto contenute: 290 cm di larghezza per 550 di altezza, sebbene l'innalzamento dell'attuale livello stradale la faccia sembrare molto più bassa. Ma anche inizialmente non doveva godere di molta considerazione; è infatti l'unica tra le porte aureliane ad avere gli stipiti in opera laterizia, come le posterule, i semplici passaggi aperti in vari punti nella cerchia muraria. E del resto anche la strada che l'attraversava non era certo una via di grande comunicazione. Anche a causa della sua breve vita, la porta Nomentana non ha subito, nei vari restauri, modifiche sostanziali, e pertanto ciò che rimane è abbastanza vicino a come doveva essere in origine.
Da questa porta usciva la omonima e antica via Nomentana (dal nome della città alla quale conduceva, 'Nomentum', la moderna Mentana) che, proveniente dall'antica Porta Collina che si apriva nelle vecchie mura serviane, si congiungeva all'attuale via Nomentana all'altezza di Villa Torlonia. Anticamente era però considerata poco più che una deviazione della più importante via Salaria.
Nell'Alto Medioevo subì quel processo di cristianizzazione della nomenclatura delle porte e fu denominata anche Porta di S. Agnese perché conduce al complesso della basilica di Sant'Agnese. In età umanistica sembra fosse anche chiamata Porta de domina o domnae, ma non è affatto chiaro se la donna in questione fosse Cibele, la Grande Madre, o la Madonna, come sembra suggerire la presenza di un'edicola mariana visibile su una delle torri in alcune incisioni, o la stessa S. Agnese.
Già dal V secolo e almeno fino al XV, è attestato come prassi normale l'istituto della concessione in appalto o della vendita a privati delle porte cittadine e della riscossione del pedaggio per il relativo transito. È proprio del V secolo una testimonianza secondo la quale una tal Vestina, matrona romana, concesse una parte dei proventi del pedaggio della porta alla chiesa di S. Vitale, che era allora in costruzione.
In un documento del 1467 è riportato un bando che specifica le modalità di vendita all'asta delle porte cittadine per un periodo di un anno. Da un documento del 1474 apprendiamo che il prezzo d'appalto per la porta Nomentana (chiamata porta la donna), era pari a ”fiorini 24, soll. 47 per sextaria” (“rata semestrale”); si trattava di un prezzo abbastanza basso, ed altrettanto limitato doveva essere quindi il traffico cittadino per la porta, ma sufficiente comunque per poter assicurare un congruo guadagno al compratore. Guadagno che era regolamentato da precise tabelle che riguardavano la tariffa di ogni tipo di merce, ma che era abbondantemente arrotondato da abusi di vario genere, a giudicare dalla quantità di gride, editti e minacce che venivano emessi.